# Si je t'aime, prends garde à toi
Pour plus de détails, voir Fiche technique et Distribution.
Si je t'aime, prends garde à toi est un film français réalisé par Jeanne Labrune, sorti en 1998.

## Fiche technique
- Titre français : Si je t'aime, prends garde à toi
- Réalisation : Jeanne Labrune
- Scénario : Jeanne Labrune
- Photographie : André Neau
- Production : Rézo Films - Art-Light Productions - Studiocanal
- Pays d'origine :  France
- Genre : drame
- Durée : 110 minutes
- Date de sortie : France - 2 septembre 1998

## Distribution
- Nathalie Baye : Muriel
- Daniel Duval : Samuel
- Jean-Pierre Darroussin : Voyageur de commerce
- Philippe Khorsand : Gamal
- Hubert Saint-Macary : Nicolas
- Élisabeth Commelin : Catherine
- Peter Bonke : Voix de Philippe
- Philippe Cariou : Policier
- Vincent Nemeth : Garçon restaurant
- Sylvie Granotier : Éliane